# Samassi
Samassi is een gemeente in de Italiaanse provincie Zuid-Sardinië (regio Sardinië) en telt 5332 inwoners (31-12-2004). De oppervlakte bedraagt 42,2 km², de bevolkingsdichtheid is 126 inwoners per km².

## Demografie
Samassi telt ongeveer 1877 huishoudens. Het aantal inwoners daalde in de periode 1991-2001 met 3,5% volgens cijfers uit de tienjaarlijkse volkstellingen van ISTAT.
| Jaar | Inwoneraantal |
| ---- | ------------- |
| 1991 | 5463          |
| 2001 | 5274          |

## Geografie
Samassi grenst aan de volgende gemeenten: Furtei, Sanluri, Serramanna, Serrenti.